# Plazoleta del Rosario
La Plazoleta del Rosario fue inaugurada el 5 de agosto de 1974 por el alcalde de Bogotá, Aníbal Fernández de Soto, con el nombre de Guillermo Valencia. El espacio se enmarca entre la Universidad del Rosario y el Eje Ambiental (antigua avenida Jiménez), el pasaje Santafé y la carrera sexta (entonces aún vehicular). En el marco de la plaza, quedan los edificios de la Universidad del Rosario, el Café Pasaje, el edificio Santafé (perteneciente a la Universidad del Rosario), el Museo del Cobre, el edificio Cabal (perteneciente a la Universidad del Rosario) y otros locales comerciales.
En 2017, la estatua y su entorno fueron remodelados, conforme al proyecto de Revitalización Integral de la Plazoleta del Rosario, en el marco del programa Adopta un Monumento, impulsado por el Instituto Distrital de Patrimonio Cultural (IDPC), avalado por el Ministerio de Cultura. El siete de mayo de 2021, la estatua fue derribada de su pedestal por indígenas misak. Desde entonces, está en custodia del Museo de Bogotá.

## Historia

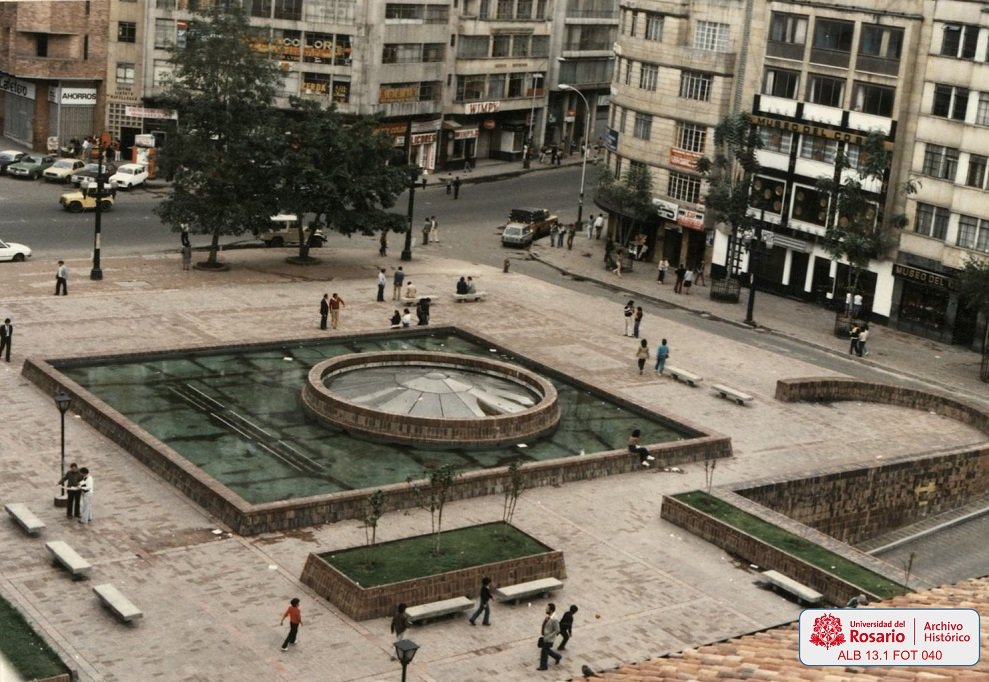
Plazoleta del Rosario, en 1984.

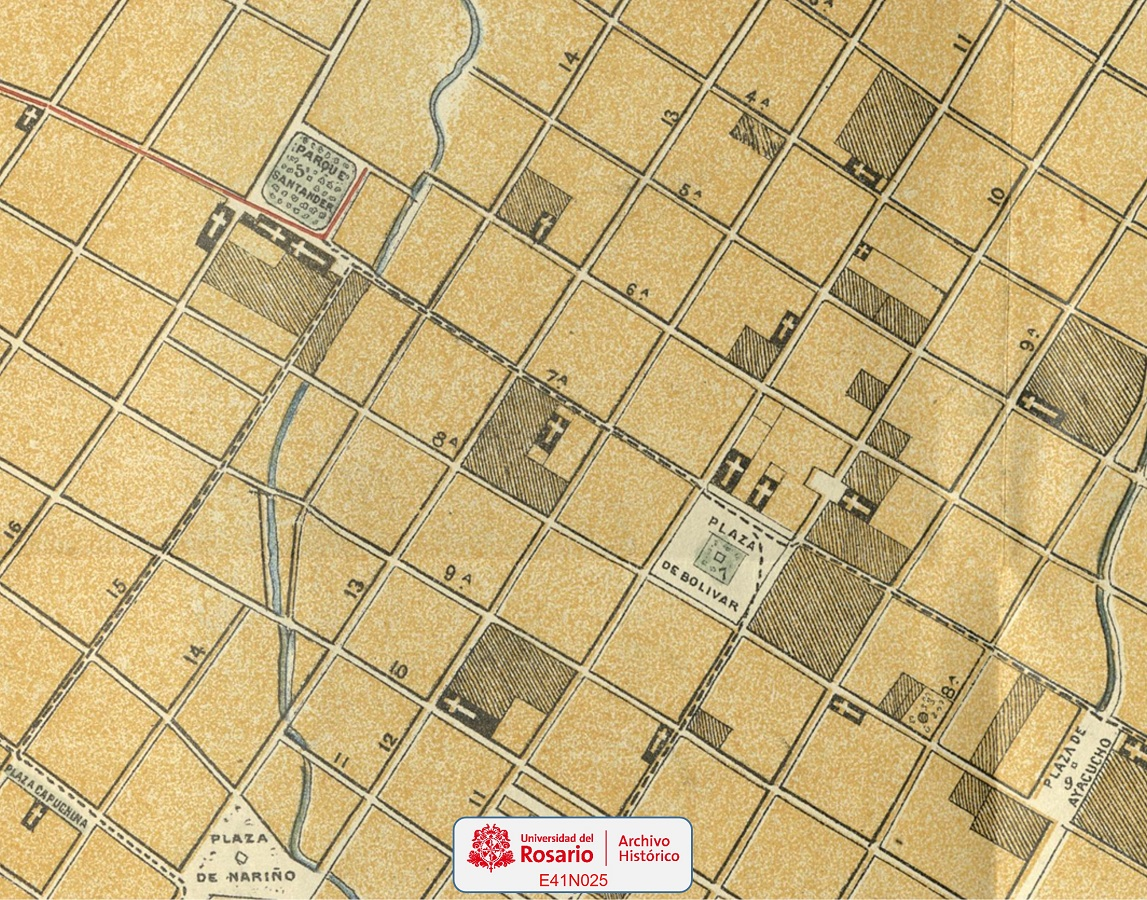
Detalle del centro de Bogotá, con la conformación de las manzanas aledañas al río San Francisco, en 1910.

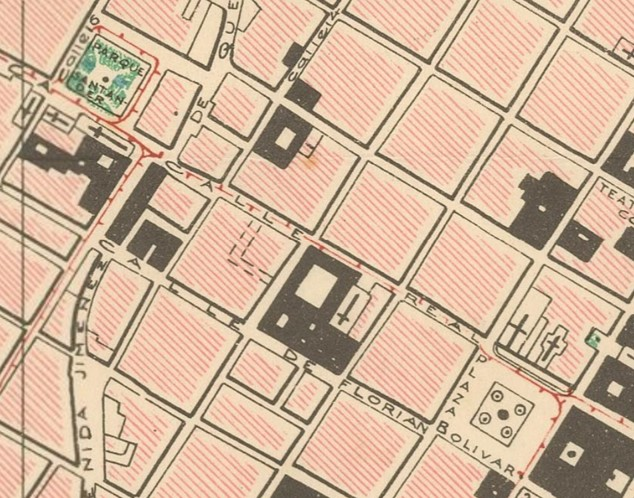
Primera documentación de la existencia del pasaje Santafé, en 1938.

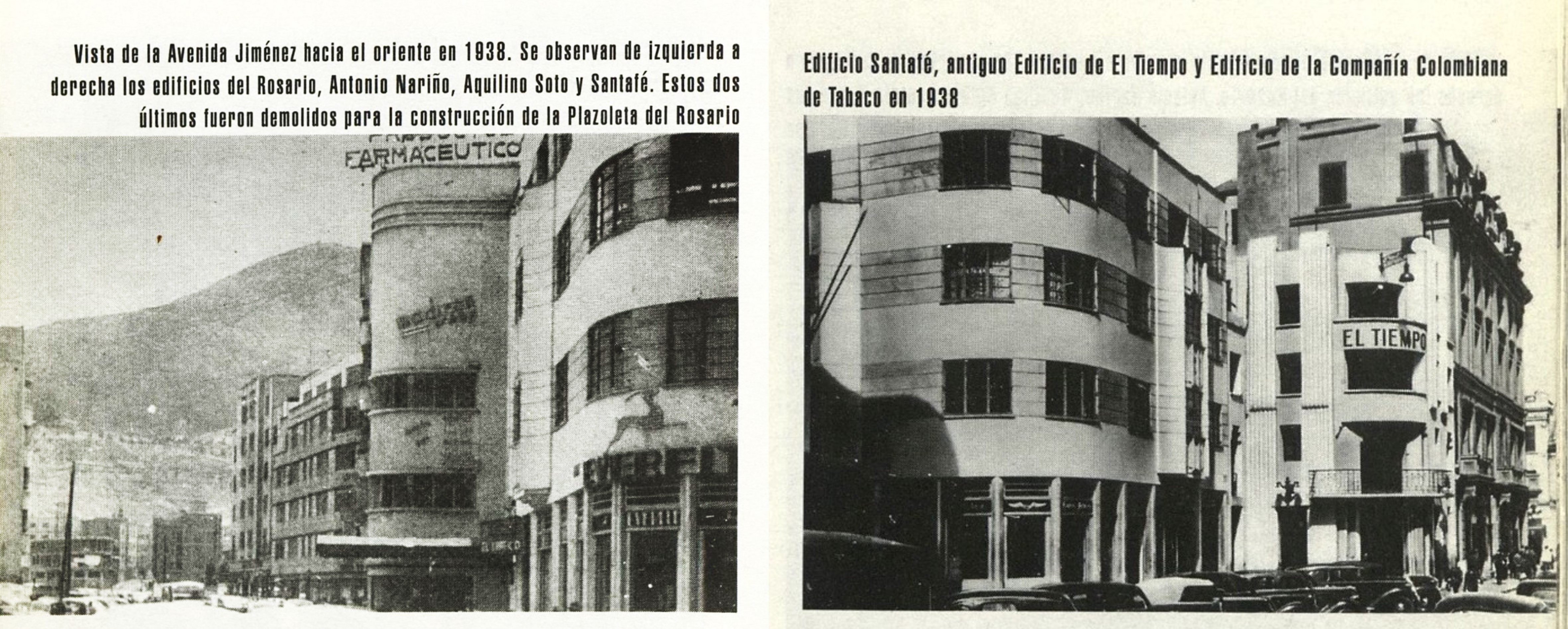
Edificios que rodeaban el pasaje Santafé, antes de la construcción de la plazoleta.

La manzana en que se ubica la plazoleta perteneció, en la Colonia, a la parroquia de la Catedral y, desde 1774, al barrio del Príncipe. La manzana tenía una conformación particular, según el historiador Moisés de la Rosa: “muy corta y sitio de solares, estrechada hacia el sur por el río de San Francisco”. La calle de la Portería era el límite sur; por el oriente, la del Puente de Lata; por el occidente, la del Puente de San Francisco (actual carrera séptima); al norte, el propio río. La construcción del pasaje Santafé es posterior.

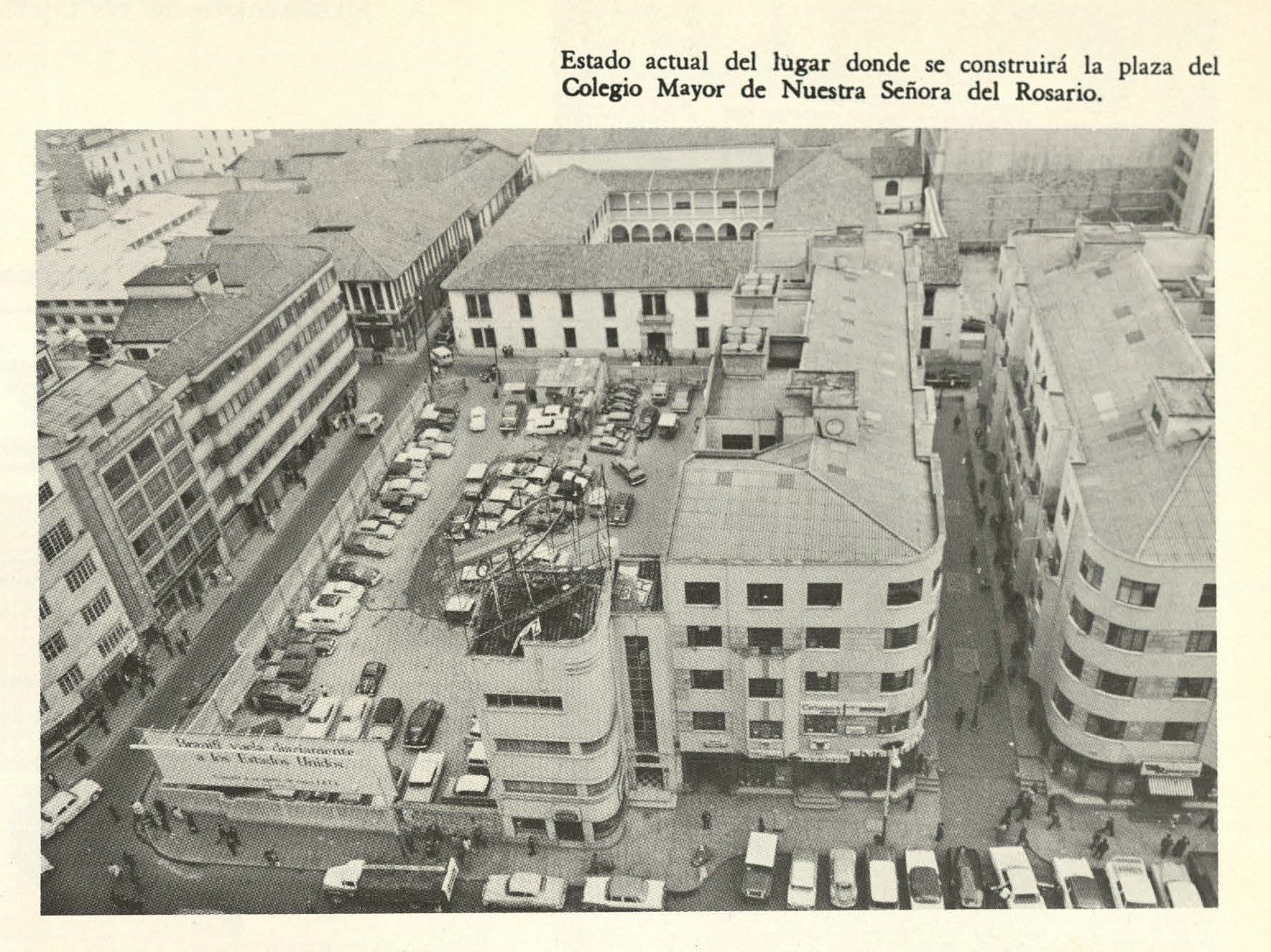
Construcción de la plazoleta, ca. 1969.

Originalmente, la manzana se extendía hasta la carrera séptima. La apertura del pasaje Santafé data de la primera mitad del siglo XX. En 1936, la manzana empezó a transformarse, con la construcción del edificio Santa Fe, en dos módulos gemelos, por la firma Casanovas y Mannheim. En medio, corría un pasaje homónimo, donde hubo cafés como el Pasaje y el Rhin. En 1968, la Alcaldía declara la manzana oriental de utilidad pública e interés social, mediante el Acuerdo 47, por lo cual se inició el proceso de demolición. “Con el fin de descongestionar una céntrica zona, dar buena vista a interesantes monumentos arquitectónicos y solucionar un grave problema de estacionamientos” eran las razones con que defendía la Alcaldía el proyecto, además de la peatonalización y la comunicación de los sótanos con los del Banco de la República.
La obra estuvo detenida y para terminarla se contrató  ala firma Ingeniería y Construcciones Limitada, en un plazo de dos años y por valor de veinticinco millones de pesos. El diseño del proyecto correspondió a la firma Obregón Valenzuela y Cía.; el estudio de suelos, al ingeniero Antonio Páez Restrepo. Se destaca del proyecto su función como “pulmón” del centro de la ciudad, ubicando allí una plaza-parque a dos niveles; a tiempo que aumentaba el espacio de circulación peatonal, suprimiendo el tránsito de vehículos por la calle catorce, entre sexta y séptima. Además, se abrieron cuatro sótanos de parqueaderos, con capacidad para 300 vehículos. El centro del espacio estaría reservado a una estatua del maestro Valencia, ejecutada por Luis A. Maldonado. El encargado de inaugurar la plazoleta, aún no terminada, sería el alcalde de Bogotá, Aníbal Fernández de Soto, el 5 de agosto de 1974.
Muy pronto hubo críticas, tanto a la ejecución del proyecto como al uso que se le daba: "(...) ejecuciones que resultan adefesios como ésta de la plaza del Rosario, afectada ya por visibles errores de ejecución; jardineras públicas convertidas en recipientes de basuras o en estadero de vagabundos"; además de que no se había erigido la estatua de Guillermo Valencia.